# 季穆尔·埃涅耶夫
季穆尔·马戈梅托维奇·埃涅耶夫（俄語：Тимур Магометович Энеев，1924年9月23日—2019年9月8日）是苏联/俄罗斯应用数学家，天体物理学家。《宇宙研究》期刊主编。

## 生平
1924年9月23日出生于格罗兹尼。1948年毕业于莫斯科国立大学数学与力学系，毕业后在斯捷克洛夫数学研究所从事研究工作。1953年进入克尔德什应用数学研究所。1957年加入苏联共产党。1968年11月26日当选苏联科学院通讯院士。1992年6月11日当选俄羅斯科學院院士（机械工程，力学与过程控制）。2019年9月8日去世。

## 荣誉
- 列宁奖[6]
- 列寧勳章（1961年）[6]
- 劳动红旗勋章（1956年，1975年）[6]
- 十月革命勋章（1984年）[6]
- 荣誉勋章（2005年）[7]
- 俄罗斯科学院灿德尔奖（1992年）[8]
- 杰米多夫奖（2006年）[9]
- 1978年发现的一颗小行星以他命名[3]

## 延伸阅读
- . Cosmic Research. 2004, 42 (5): 433–434. Bibcode:2004CosRe..42..433.. doi:10.1023/B:COSM.0000046228.87078.21.